# 嵩聡久
嵩 聡久（だけ としひさ、1941年3月10日 - ）は、日本の経営者。長谷工コーポレーション社長、会長を務めた。北海道出身。

## 経歴
1963年に東京大学法学部を卒業し、同年に建設省に入省。1989年12月に大臣官房審議官を就任し、1991年7月に長谷工コーポレーションに転じ、顧問に就任し、1992年6月に常務、1995年6月に専務を経て、1999年5月に社長に就任。2005年4月に会長に就任。